# Michel Rateau

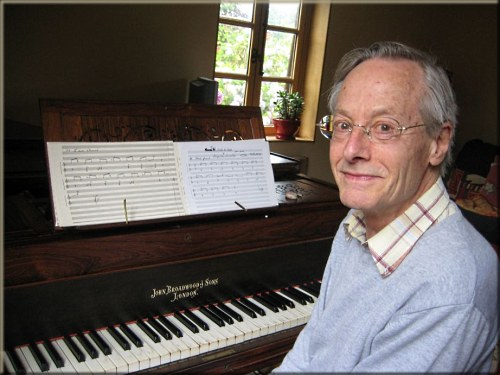
Michel Rateau

Michel Rateau (* 4. September 1938 in Paris; † 16. Oktober 2020 in Bois-Guillaume) war ein französischer Komponist.

## Werdegang
Rateau besuchte am Conservatoire de Paris die Vorbereitungsklasse für Harmonielehre von Maurice Duruflé und studierte dann hier Harmonielehre bei Henri Challan, Kontrapunkt und Fuge bei Marcel Bitsch und Komposition bei Tony Aubin. 1967 gewann er mit einer Kantate nach der Dichtung Voyageur, où t’en vas-tu ? von Rabindranath Tagore den Grand Prix de Rome.
Von 1968 bis 1971 folgte der traditionell mit dem Preis verbundene Studienaufenthalt in der Villa Medici in Rom. In den 1970er und 1980er Jahren erschienen mehrere kammermusikalische und Orchesterwerke Rateaus.

## Werke
- Voyageur, où t’en vas-tu ?, Kantate für Sopran, Tenor, Bariton und Orchester, 1967
- Matinale für Flöte und Klavier, 1972
- Sonnant für Trompete und Klavier, 1972
- Fiction für Horn und Klavier, 1974
- Dialogue avec l’oiseau für Flöte und Klavier, 1975
- Nature morte à la contrebasse für Kontrabass und Klavier
- Copeaux de lune für zwei Klaviere
- Trois musiques pour orchestre (Fassung für zwei Klaviere: Trois musiques pour un citoyen)
- Astéroïdes für fünf Akkordeons, 1983